# Parábola del rico insensato

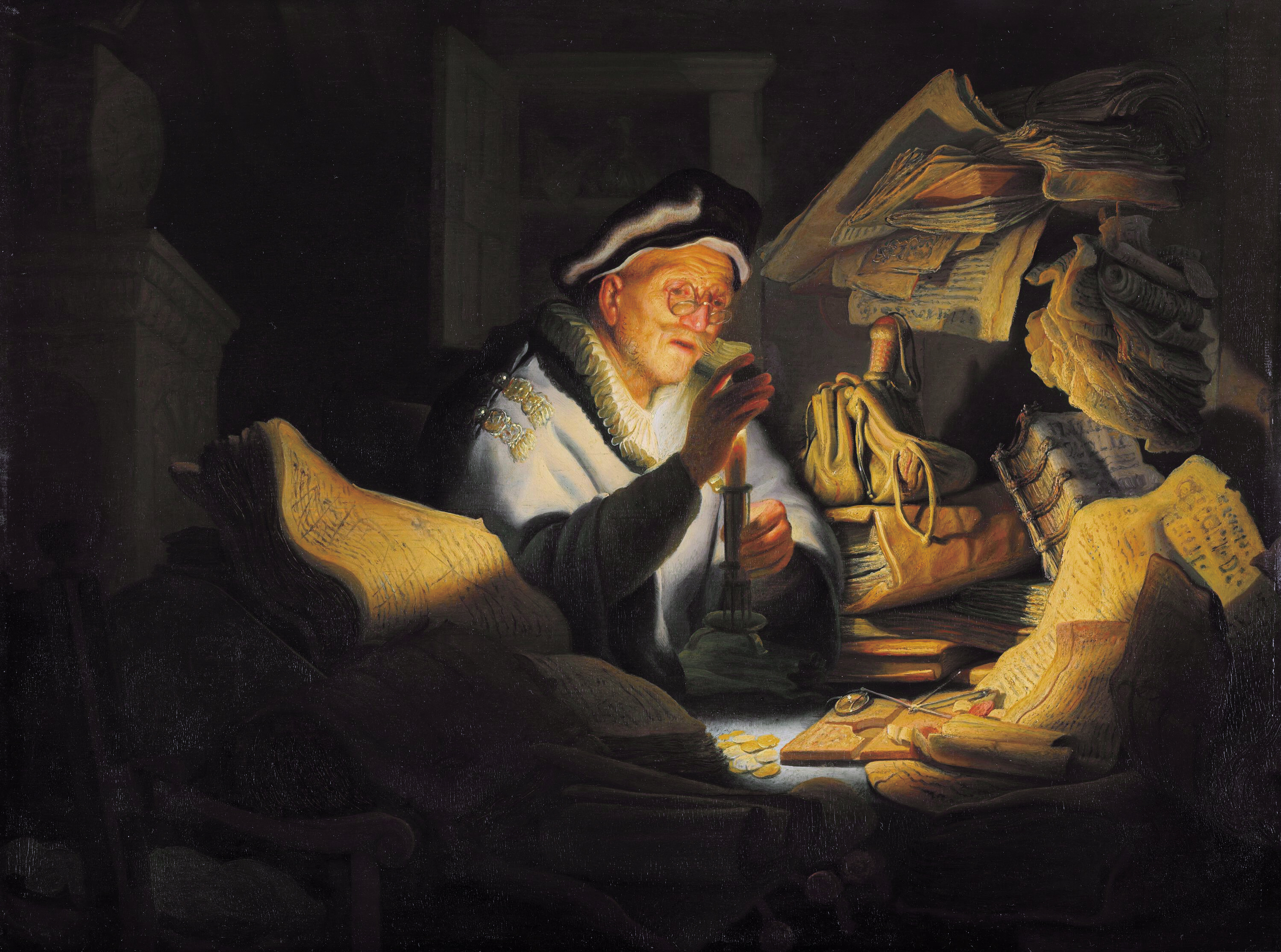
La parábola del rico insensato,
Rembrandt, 1627.

La parábola del rico insensato, llamada también parábola del rico necio, o del rico tonto, es una de las parábolas de Jesús que se encuentra únicamente en el Evangelio de Lucas 12:13-21. Refleja el error de darle mucha importancia a la riqueza, lo que conduce a la avaricia.
En la parábola, la insensatez del rico se revela a la luz de la propia muerte: Jesús termina por sentenciar lapidariamente que el sentido fundamental de la vida no consiste en amontonar bienes «para sí». Así se pone de manifiesto la desmedida ambición de quienes buscan procurarse más de lo necesario, lo que invariablemente conlleva una ofuscación sobre el verdadero significado de la vida que solamente se encuentra al compartir con los demás.

## Pasaje
La parábola, junto con su contexto, es la siguiente:

Le dijo uno de la multitud:

Maestro, di a mi hermano que parta conmigo la herencia.

Pero él le dijo:

—Hombre, ¿quién me ha puesto sobre vosotros como juez o partidor?

Y les dijo:

—Mirad, guardaos de toda avaricia, porque la vida del hombre no consiste en la abundancia de los bienes que posee.

También les refirió una parábola, diciendo: «La heredad de un hombre rico había producido mucho. Y él pensaba dentro de sí, diciendo: “¿Qué haré, porque no tengo donde guardar mis frutos?” Y dijo: “Esto haré: derribaré mis graneros y los edificaré más grandes, y allí guardaré todos mis frutos y mis bienes; y diré a mi alma: muchos bienes tienes guardados para muchos años; descansa, come, bebe y regocíjate.’”

Pero Dios le dijo: “Necio, esta noche vienen a pedirte tu alma, y lo que has guardado, ¿de quién será?”

Así es el que hace para sí tesoro y no es rico para con Dios.
Lucas 12:13-21, Reina-Valera, 1995

Uno de los presentes le dijo: «Maestro, di a mi hermano que reparta la herencia conmigo.» El le respondió: «¡Hombre! ¿Quién me ha constituido juez o repartidor entre vosotros?» Y añadió: «Guardaos muy bien de toda codicia, porque las riquezas no garantizan la vida de un hombre, por muchas que tenga.»

Les dijo una parábola: «Los campos de cierto hombre rico dieron una abundante cosecha; y pensaba para sus adentros: '¿Qué haré ahora, si no tengo dónde almacenar todo el grano?' Entonces se dijo: 'Ya sé lo que voy a hacer. Demoleré mis graneros y edificaré otros más grandes; almacenaré allí todo mi trigo y mis bienes, y me diré: Ahora ya tienes abundantes bienes en reserva para muchos años. Descansa, come, bebe y banquetea.' Pero Dios le dijo: '¡Que necio eres! Esta misma noche te reclamarán la vida. ¿Para quién será entonces todo lo que has preparado?' Así es el que atesora riquezas para sí, y no se enriquece en orden a Dios.»
Lucas 12. 13-21, Biblia de Jerusalén, 1967

## Interpretación
El granjero rico de esta parábola es retratado negativamente, como un ejemplo de avaricia. San Agustín de Hipona comentó que el granjero "planeaba llenar su alma con un excesivo e innecesario banquete y estaba desatendiendo orgullosamente todos aquellos estómagos vacíos de los pobres. No se dio cuenta de que los estómagos de los pobres son almacenes mucho más seguros que sus graneros."
Arland J. Hultgren comenta que la parábola "provee un ejemplo de como uno no debería ser. Las persona cuya identidad se encuentra atada a sus posesiones, estatus, y/o logros — y se encamina a adquirirlos — pueden muy fácilmente terminar inadvertidos del llamado de Dios y de la necesidad de su vecino." La insensatez del granjero radica en el hecho de que la riqueza no puede garantizar el futuro, y su momento de rendir cuentas llega antes de lo que pensó.

## En el arte
Esta parábola ha sido representada por varios artistas, incluyendo Rembrandt, Jan Luyken, James Tissot y David Teniers el Joven.